# 스파이더맨
스파이더맨은 스탠 리와 스티브 딧코가 창작한 마블 코믹스의 슈퍼히어로이다. 그는 1962년 8월의 어메이징 판타지 15호에 처음 등장했다. 그는 마블 코믹스에서 출판한 만화책뿐만 아니라 마블 유니버스를 배경으로 한 여러 영화, TV 프로그램, 그리고 게임에도 등장했다. 여러 이야기에서 스파이더맨은 피터 파커의 다른 자아로써, 부모님이 비행기 사고로 죽은 후 뉴욕시에서 메이 파커와 벤 파커가 기른 조카이다. 리와 딧코는 그의 성장과 재정 문제를 적극적으로 다루었다.
그가 도움을 주는 인물에는 플래시 톰슨, 해리 오스본, J. 조나 제임슨이 있으며, 연애를 했던 그웬 스테이시, 메리 제인 왓슨, 블랙 캣이 있다.
또한 대표 빌런으로는 닥터 옥토퍼스, 샌드맨, 벌처, 미스테리오, 일렉트로, 사냥꾼 크레이븐으로 구성된 슈퍼빌런 팀 시니스터 식스가 있으며 이 외에도 그린 고블린, 베놈, 라이노, 킹핀과 같은 적들도 있다.
스파이더맨의 기원은 방사능에 쐬인 거미로부터 물린 이후 거미와 관련된 능력을 얻은 것인데, 이는 표면에 매달리는 것, 손목에 탑재한 웹슈터로부터 거미줄을 쏘는 것, 그리고 스파이더 센스를 통해 위험을 감지하는 것 등이 있다.
1960년대 초 스파이더맨이 처음 등장했을 때 죽었다.영웅 만화들에 등장하는 10대들은 주동인물들의 사이드킥으로 등장하는 경우가 일반적이었다. 스파이더맨 시리즈는 스파이더맨이라는 정체를 감춘 채 퀸즈에서 생활하는 고등학생인 젊은 독자들과 관련될 수 있는 "거부감, 부적절함, 외로움과 함께 자기집착적인" 피터 파커를 묘사하면서 이러한 틀을 깼다. 스파이더맨은 버키 반즈나 딕 그레이슨과 같은 이전 영웅들처럼 사이드킥이 될 요소를 갖추고 있었지만, 스파이더맨은 캡틴 아메리카나 배트맨 같은 영웅 멘토가 없었다. 이로 인해 그는 죽은 벤 파커가 항상 하던 "큰 힘에는 큰 책임감이 따른다"라는 것을 그 스스로 배우게 되었다.
마블은 스파이더맨을 여러 만화책의 주인공으로 다루었고, 이 중 처음이자 가장 오래 지속된 시리즈는 어메이징 스파이더맨 이었다. 몇 년에 걸쳐서 피터 파커의 캐릭터는 수줍고 세상 물정을 모르는 뉴욕시의 고등학생에서 문제를 일으키지만 뛰어난 대학생, 결혼을 한 학교 선생님, 그리고 이후 2000년대에는 프리랜스 사진가로 바뀌었다. 2010년대에, 스파이더맨은 마블의 유명한 영웅 팀인 어벤저스에 가입했다. 스파이더맨의 적인 닥터 옥토퍼스 역시 2012년부터 2014년까지 피터가 죽은 것처럼 보였을 때 몸을 바꿔치기 하여 스파이더맨으로써 활동하기도 했다. 이 외에도 마블은 미래의 스파이더맨인 미구엘 오하라의 이야기를 담은 스파이더맨 2099, 얼티밋 마블에서 활동하는 피터 파커의 이야기를 담은 얼티밋 스파이더맨, 그리고 얼티밋 피터 파커가 죽은 것으로 알려졌을 때 스파이더맨이 된 마일즈 모랄레스를 묘사한 얼티밋 코믹스 스파이더맨 등 스파이더맨의 다른 버전에 관한 만화책들도 출판했다. 마일즈 모랄레스의 경우 원래 스파이더맨의 이야기에 합류하여 피터 파커를 돕고 있다.
스파이더맨은 가장 인기가 많고 상업적으로 성공한 영웅들 중 한 명이다. 마블의 대표 캐릭터이자 회사의 마스코트로써 그는 수많은 TV 시리즈와 영화, TV 프로그램에 출연했다. 생방송에서 스파이더맨이 처음 등장한 것은 1974년부터 1977년까지 진행되던 스파이디 슈퍼 스토리즈로, 데니 세그렌이 스파이더맨 을 맡았다. 영화에서는 토비 맥과이어, 앤드류 가필드, 그리고 톰 홀랜드가 스파이더맨 역할을 맡은 바 있다. 2010년 브로드웨이 뮤지컬 스파이더맨: 턴 오프 더 다크에서는 리브 카니가 스파이더맨 역할을 맡았다.

## 담당 배우

### TV 드라마
- 어메이징 스파이더맨 (1977) - 니컬러스 해먼드
- 스파이더맨 (1978) - 토도 신지(야마시로 타쿠야)

### 영화
- 스파이더맨 (2002) - 토비 맥과이어
  - 스파이더맨 2 (2004) - 토비 맥과이어
  - 스파이더맨 3 (2007) - 토비 맥과이어
- 어메이징 스파이더맨 (2012) - 앤드류 가필드
  - 어메이징 스파이더맨 2 (2014) - 앤드류 가필드
- 캡틴 아메리카: 시빌 워 (2016) - 톰 홀랜드
  - 스파이더맨: 홈커밍 (2017) - 톰 홀랜드
  - 어벤져스: 인피니티 워 (2018) - 톰 홀랜드
  - 어벤져스: 엔드게임 (2019) - 톰 홀랜드
  - 스파이더맨: 파 프롬 홈 (2019) - 톰 홀랜드
  - 스파이더맨: 노 웨이 홈 (2021) - 톰 홀랜드
  - 스파이더맨: 브랜드 뉴 데이 (2026) - 톰 홀랜드

## 담당 성우

### TV 애니메이션
- 스파이더맨 (1967) - 폴 솔스
- 스파이더우먼 (1979) - 폴 솔스
- 스파이더맨 (1981) - 테드 슈워츠
- 스파이더맨과 그의 놀라운 친구들 (1981) - 댄 길베잔
- 스파이더맨 (1994) - 크리스토퍼 대니얼 반스, 피터 마크 리치먼
- 스파이더맨 언리미티드 (1999) - 리노 로마노
- 스파이더맨 신 애니메이션 시리즈(2003) - 닐 패트릭 해리스
- 스펙태큘러 스파이더맨 (2008) - 조시 키턴
- 어벤저스: 지구 최강의 영웅들 (2010) - 드레이크 벨
- 얼티밋 스파이더맨 (2012) - 드레이크 벨
  - 어벤저스 어셈블 (2013) - 드레이크 벨
  - 헐크와 스매쉬 요원들 (2013) - 드레이크 벨
- 디스크 워즈: 어벤저스 (2014) - 가와다 신지
- 스파이더맨 (2017) - 로비 데이먼드
- 당신의 친절한 이웃 스파이더맨 (2025) - 허드슨 테임스

### 비디오 게임
- 스파이더맨 (2000) - 리노 로마노
  - 스파이더맨 2: 엔터 일렉트로 (2001) - 리노 로마노
- 스파이더맨 (2002) - 토비 맥과이어
  - 스파이더맨 2 (2004) - 토비 맥과이어
  - 스파이더맨 3 (2007) - 토비 맥과이어
- 얼티밋 스파이더맨 (2005) - 숀 마켓
- 스파이더맨: 뉴욕 전투 (2006) - 제임스 아널드 테일러
- 스파이더맨: 친구 또는 적 (2007)
- 스파이더맨: 웹 오브 쉐도우 (2008) - 마이크 본
- 스파이더맨: 섀터드 디멘션즈 (2010) - 닐 패트릭 해리스
- 마블 얼티밋 얼라이언스 2 (2009) - 릭 D. 와서먼
- 스파이더맨: 엣지 오브 타임 (2011) - 조시 키턴
- 어메이징 스파이더맨 (2012) - 앤드류 가필드
  - 어메이징 스파이더맨 2 (2014) - 앤드류 가필드
- 스파이더맨 언리미티드 (2013) - 유리 로언솔
- 마블 히어로즈 (2013) - 드레이크 벨, 크리스토퍼 대니얼 반스(심비오트)
- 레고 마블 슈퍼 히어로즈 (2013) - 제임스 아널드 테일러
- 디즈니 인피니티: 마블 슈퍼 히어로즈 (2014) - 드레이크 벨
- 스파이더맨 (2018) - 유리 로언솔

## 슈트

### 마블 시네마틱 유니버스

#### 홈메이드 슈트
피터가 일상에서 쉽게 구할 수 있는 재료로 만든 슈트다. 별 기능은 들어있지 않다. 스파이더맨: 홈 커밍에서는 눈 고글이 움직이게 업그레이드 했다.

#### 스타크 슈트
토니 스타크가 만들었다. 476가지의 거미줄 기능이 있다. 치명적인 단점으로는 우주에서는 이 슈트를 입고 숨쉴 수 없다. 인공지능 '캐런'이 내장되어있다. 스파이더맨의 대표적인 색상으로 도색되었다. 슈트를 잘 다루지 못할 때 쓰는 왕초보 모드, 즉시 상대를 죽일 수 있는 즉살모드가 존재한다.

#### 아이언 스파이더 슈트
토니 스타크가 만들었다. 스타크 슈트가 우주에서 숨쉴 수 없다면 그 문제를 보완하여 우주에서도 숨쉴 수 있다. 나노 입자로 간편하게 변신할 수 있다. 눈 부분에서 LED조명이 있다. 인공지능 프라이데이가 내장되어 있고, 충전용이다. 4개의 거미다리가 위급상황일 때 자동으로 나온다. 즉살 모드가 이 슈트에서 밝혀졌다.

#### 스텔스 슈트
쉴드에서 제작했다. 나이트 몽키라고도 불린다. 별 기능은 존재하지 않는다. 내구력이 강하다. 기차 직원에게 압수당했다.

#### 업그레이드 슈트
피터가 해피의 도움으로 제작했다. 전기 거미줄이 5배로 더 강해졌다.

#### 블랙&골드 슈트
업그레이드 슈트를 뒤집어 입었다.

#### 인티그레이드 슈트
업그레이드 슈트와 아이언스파이더 슈트를 합친 것처럼 보인다. 업그레이드 슈트의 검은색, 빨간색 조합, 아이언 스파이더 슈트의 가슴 부분의 금색 조합이다. 4개의 거미다리가 있는 것으로 추정된다. 아직 제대로 된 기능은 밝혀지지 않았다.

## 같이 보기
- 스파이더맨의 영화 작품